# Плата відеозахоплення
Плата відеозахопленя — електронний пристрій (частіше PCI або PCI-E, рідше USB-сумісна плата) для перетворення аналогового відеосигналу в цифровий відеопотік.
Як правило, складається з одного або декількох АЦП і може обробляти сигнал від одного або кількох аналогових джерел (відеокамер, приймальних телевізійних антен, відеомагнітофонів тощо).
Найпоширеніші як апаратні частини для систем відеоспостереження.
Застосовувані в системах закритого кабельного спостереження (CCTV) карти діляться за принципом обробки відео:
- Апаратні;
- Програмні;

Апаратні володіють своїми процесорами, що дозволяють упаковувати відеопотік по одному з алгоритмів стиснення.
У програмних варіантах упакування відео виробляє центральний процесор ПК.
Також платами відеозахопленя можуть називати ТБ-тюнери.